# مهدی مشکی و شلوارک داغ
مهدی مشکی و شلوارک داغ فیلمی به کارگردانی نظام فاطمی و نویسندگی احمد نجیب‌زاده محصول سال ۱۳۵۱ است.

## خلاصه داستان
مهدی مشکی (ناصر ملک مطیعی) از سفر فرنگ همراه با مادموازل کریستین (کریستین پاترسون) بازمی‌گردد تا سرپرستی گاوداری اش را به او بسپارد...

## بازیگران
- ناصر ملک‌مطیعی
- کریستین پاترسن
- مرتضی عقیلی
- جمشید مهرداد
- پرویز جعفری
- فرشته جنابی
- زری پورزند
- الهه الهی
- فرخ‌لقا هوشمند
- حمیده خیرآبادی
- عبدالعلی همایون
- حسین حسینی